# セミフ・カプランオール
セミフ・カプランオール（Semih Kaplanoğlu, 1963年4月4日- ）は、トルコの映画監督・劇作家。ヌリ・ビルゲ・ジェイランと並んで、現代トルコ映画界を代表する監督である。

## 来歴
1963年4月4日、トルコ・イズミルで生まれる。ドクズエイルル大学の美術科で映画とテレビの学士号を取得して卒業。1984年にイスタンブールに移り、コピーライターとして広告会社に2年間勤務した後、1986年から撮影助手として映画界で働き始める。その後、1994年から97年にかけて、テレビ・シリーズ『Şehnaz Tango』の全52話の監督・脚本を担当する。
2001年、初の長編劇映画『Herkes kendi evinde』を製作。同年のイスタンブール国際映画祭で年間最優秀トルコ映画賞を、アンカラ国際映画祭では作品賞などの4つの賞を受賞。翌年の第15回シンガポール国際映画祭でも監督賞とアジア映画賞を受賞した。その後、映画制作会社カプラン・フィルム・プロダクションを設立。2005年に製作した長編2作目の『Melegin düsüsü』は、同社で製作した初の作品である。本作は、ナント三大陸映画祭とケララ国際映画祭でグランプリを受賞。2作連続の出品となったイスタンブール国際映画祭では国際映画批評家連盟賞を、アンカラ国際映画祭では審査員特別賞を受賞した。
その後、自身の半生を元に、一人の人物の壮年期から幼年期までを遡っていく形で描く三部作の製作を始め、2007年に1作目の『卵』を発表。第60回カンヌ国際映画祭の監督週間部門で上映された他、イスタンブール国際映画祭とニュルンベルク映画祭、アンタルヤ・ゴールデン・オレンジ映画祭でグランプリを、ファジル映画祭で監督賞を受賞。また、主人公の親戚の娘を演じたサーデット・アクソイが多くの女優賞を獲得した。2008年に発表した2作目の『ミルク』は、第65回ヴェネツィア国際映画祭のコンペティション部門で上映された他、イスタンブール国際映画祭で観客賞と国際映画批評家連盟賞を受賞した。2010年に発表した3作目の『蜂蜜』は、第60回ベルリン国際映画祭で金熊賞とエキュメニカル賞を受賞。初の世界三大映画祭での受賞となった。これらは主人公の名前を取って「ユスフ三部作」と呼ばれている。

## 監督作品
- Herkes kendi evinde （2001年）
- Melegin düsüsü （2005年）
- 卵 Yumurta （2007年）
- ミルク Süt （2008年）
- 蜂蜜 Bal （2010年）
- グレイン Buğday （2017年）